# 67e régiment d'infanterie (France)
Le 67e régiment d'infanterie (67e RI) est un régiment d'infanterie de l'Armée de terre française créé sous la Révolution à partir du régiment de Languedoc, un régiment français d'Ancien Régime.

## Création et différentes dénominations
- 20 mars 1672 : Création du régiment de Languedoc.
- 1er janvier 1791 : Tous les régiments prennent un nom composé du nom de leur arme avec un numéro d'ordre donné selon leur ancienneté. Le régiment de Languedoc devient le 67e régiment d'infanterie de ligne ci-devant Languedoc.
- 1793 : Amalgamé il prend le nom de 67e demi-brigade de première formation
- 1796 : Création de la 67e demi-brigade de deuxième formation
- 1803 : Renommé 16e régiment d'infanterie de ligne
- 16 juillet 1815 : comme l'ensemble de l'armée napoléonienne, il est licencié à la Seconde Restauration
- 1831 : le 67e régiment d'infanterie de ligne est recréé
- 1887 : renommé 67e régiment d'infanterie
- 1914 : donne naissance au 267e régiment d'infanterie.
- 1993 : dissolution du 67e régiment d'infanterie à Soissons.
- 1994 : recréation du 67e RI en régiment inter-arme divisionnaire à Saint-Omer
- 1998 : dissolution du 67e régiment d'infanterie à Saint-Omer

## Colonels/chef-de-brigade
- 1791 : colonel Claude Saint-Simon ;
- 1791 : colonel Marie Alexis François Régis Regnaud ;
- 1793 : colonel Pierre Elizée Ferrand de Roze ;
- 1795 : chef de brigade  Colomb (?) ;
- 1796 : chef de brigade François Bontemps (*) ;
- 1799 : chef de brigade Sébastien Chossat ;
- 1803 : colonel Sébastien Chossat ;
- 1808 : colonel Jean Martin Petit (*) ;
- 1813 : colonel Théophile Woirol ;
- 1813 : colonel Raymond Jean-Baptiste Teulet (*) ;
- 1815 : colonel Léonard Desalons ;
- 1831 : ?
- 1846 : colonel Émile Herbillon (*) ;

- 1867 : colonel Léon Mangin ;
- Du 12 août au 28 octobre 1870 : colonel Jean Thibaudin ;

- 1880-1883 : colonel Fradin de Linière ;

- 1901 : colonel Toussaint ;
- 1906-1910 : colonel Émile Eugène Belin ;
- 1918-1919 : colonel Vignier

- 1930-1932 : colonel Jean Bouffet ;

- 1939 : colonel Sallant ;
- 10 mai 1940 : lieutenant-colonel Dupret ;
- 1957-1959 : colonel Roudière
- 1968-1970 : colonel de Montferrand
- 1970-1972 :  colonel Jacques Lemaire
- 1972-1974 : colonel Lombard
- 1974-1976: colonel Perchet
- 1976-1978 : colonel Yves Puget
- 1978-1980 : colonel J. Bérenger
- 1980-1982 : lieutenant-colonel J. Appolinaire
- 1982-1984 : colonel D. de Bégon de Larouzière de Montlosier
- 1984-1986 : colonel Richez
- 1986-1988 : colonel J Baptiste Charpentier
- 1988-1990 : colonel André Bach
- 1990-1992 : colonel Richou
- 1992-1993 : lieutenant-colonel Saliard
- 1994-1998 : colonel Marc Bréhon

## Historique des garnisons, combats et bataille du67eRI

### 67erégiment d'infanterie de ligne ci-devant Languedoc (1791-1793)
L'ordonnance du 1er janvier 1791 fait disparaître les diverses dénominations, et les corps d'infanterie ne sont désormais plus désignés que par le numéro du rang qu'ils occupaient entre eux. Ainsi, 101 régiments sont renommés. Les régiments sont toutefois largement désignés avec le terme ci-devant, comme 67e régiment d'infanterie ci-devant Languedoc.

Chaque régiment n'eut plus qu'un drapeau aux couleurs rouge, blanc et bleu, ayant d'un côté cette inscription : Obéissance à la Loi et de l'autre le numéro du régiment et les noms des actions éclatantes où il s'était trouvé.

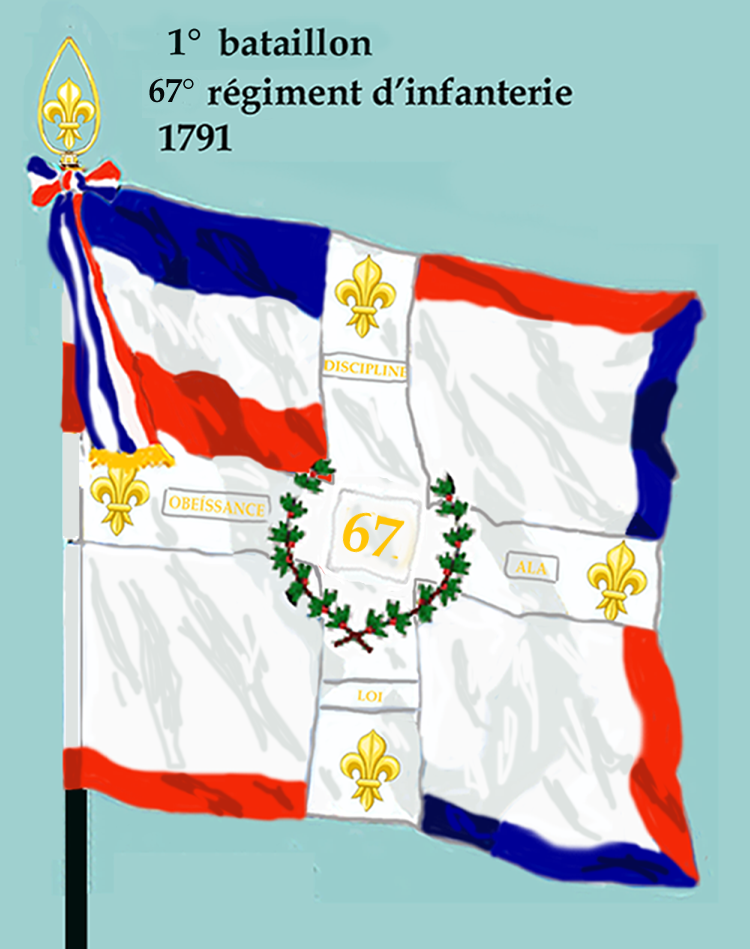
Drapeau du 1er bataillon du 67e régiment d'infanterie de ligne de 1791 à 1793
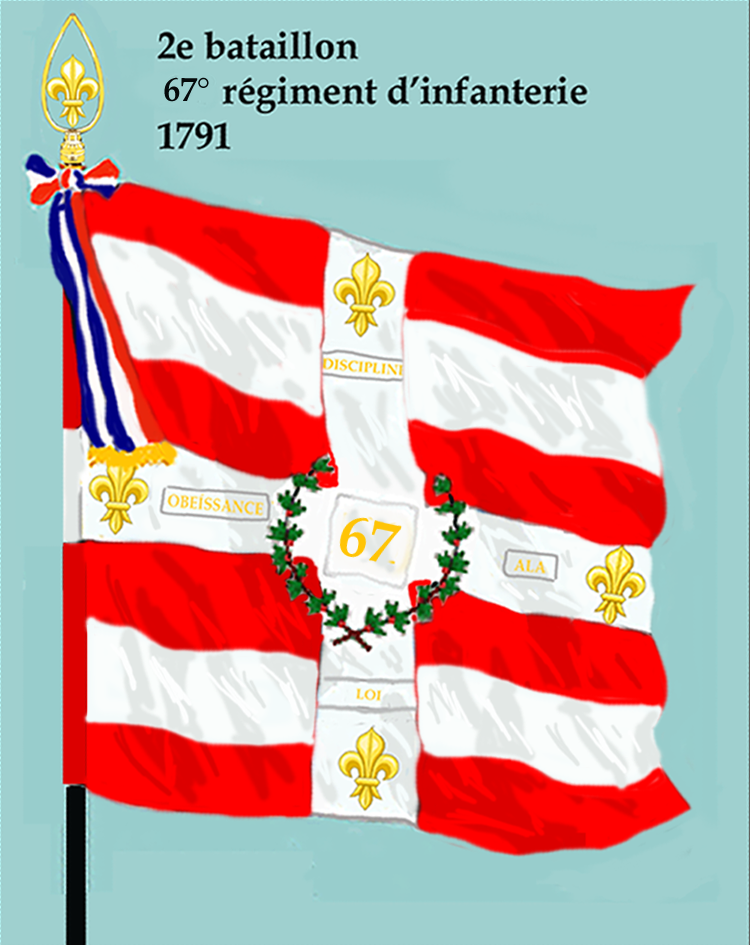
Drapeau du 2e bataillon du 67e régiment d'infanterie de ligne de 1791 à 1793
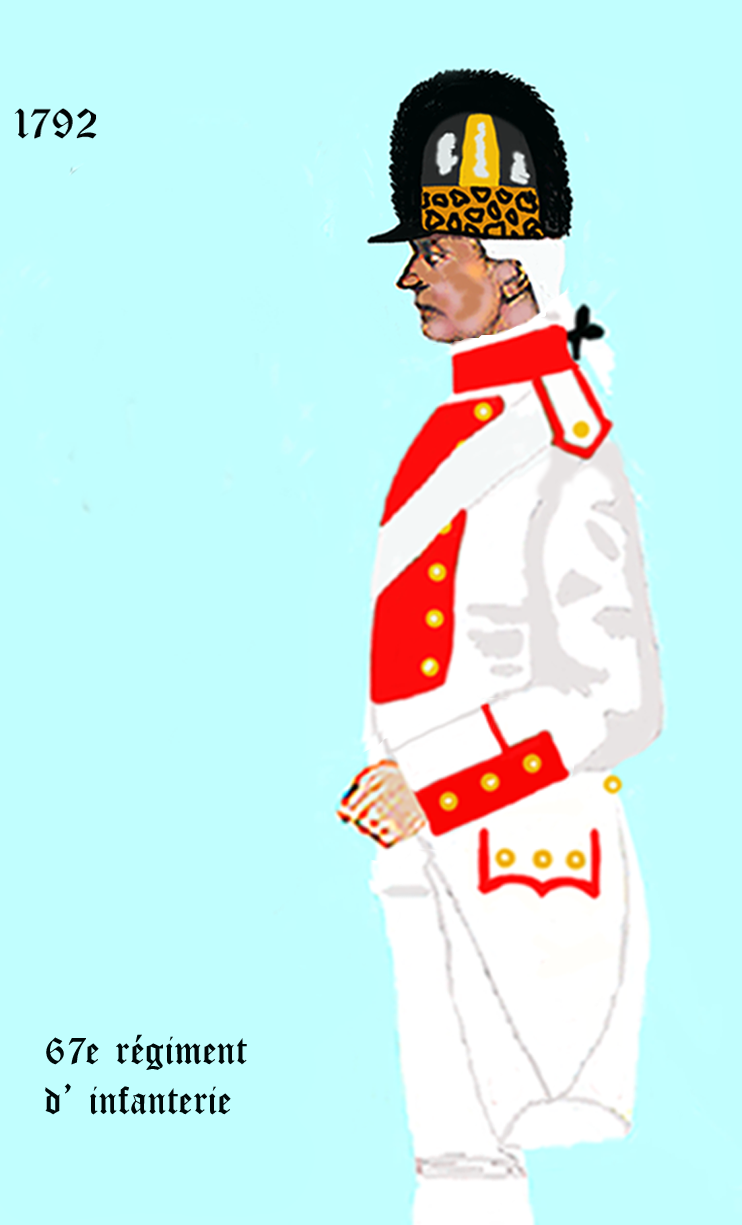
Uniforme du régiment par décret d'application de 15 janvier 1792

### 67e demi-brigade de première formation (1793-1796)
En 1793, lors du premier amalgame la 67e demi-brigade de première formation est formée  avec les :
- 1er bataillon du 34e régiment d'infanterie de ligne.
- 2e bataillon des volontaires de Paris.
- 11e bataillon des volontaires de la Manche.

#### Guerres de la Révolution
- 1793 : bataille d'Hondschoote
- 1793 : bataille de Wattignies (boutons retrouvés sur le champ de bataille)

Lors du second amalgame, la 67e demi-brigade de première formation est incorporée dans la 58e demi-brigade de deuxième formation.

### 67e demi-brigade de deuxième formation (1796-1803)
La 67e demi-brigade de deuxième formation est formée le 16 floréal an IV (5 mai 1796) par l'amalgame des :
- 23e demi-brigade de première formation (1er bataillon du 12e régiment d'infanterie (ci-devant Auxerrois), 2e bataillon de volontaires du Pas-de-Calais et 3e bataillon de volontaires du Calvados)
- 2e bataillon de la 175e demi-brigade de première formation (1er bataillon du 98e régiment d'infanterie (ci-devant Bouillon), 5e bataillon de volontaires du Nord et 11e bataillon de volontaires des Vosges)
- 1er bataillon de la demi-brigade de l'Yonne (2e bataillon de volontaires de l'Yonne, 21e bataillon de volontaires des réserves et 7e bataillon de volontaires du Nord également appelé 2e bataillon de Cambrai)

#### Guerres de la Révolution et de l'Empire
- 1796 : bataille de Franconie
- 1797 : bataille de Neuwied
- 1799 : batailles d'Ostrach, de Stockach, de Saint-Gothard, de Constance, de Crispalt et de Schwitz
- 1800 : batailles d'Engen et de Moeskirch

### 67erégimentd'infanterie de ligne (1803-1815)

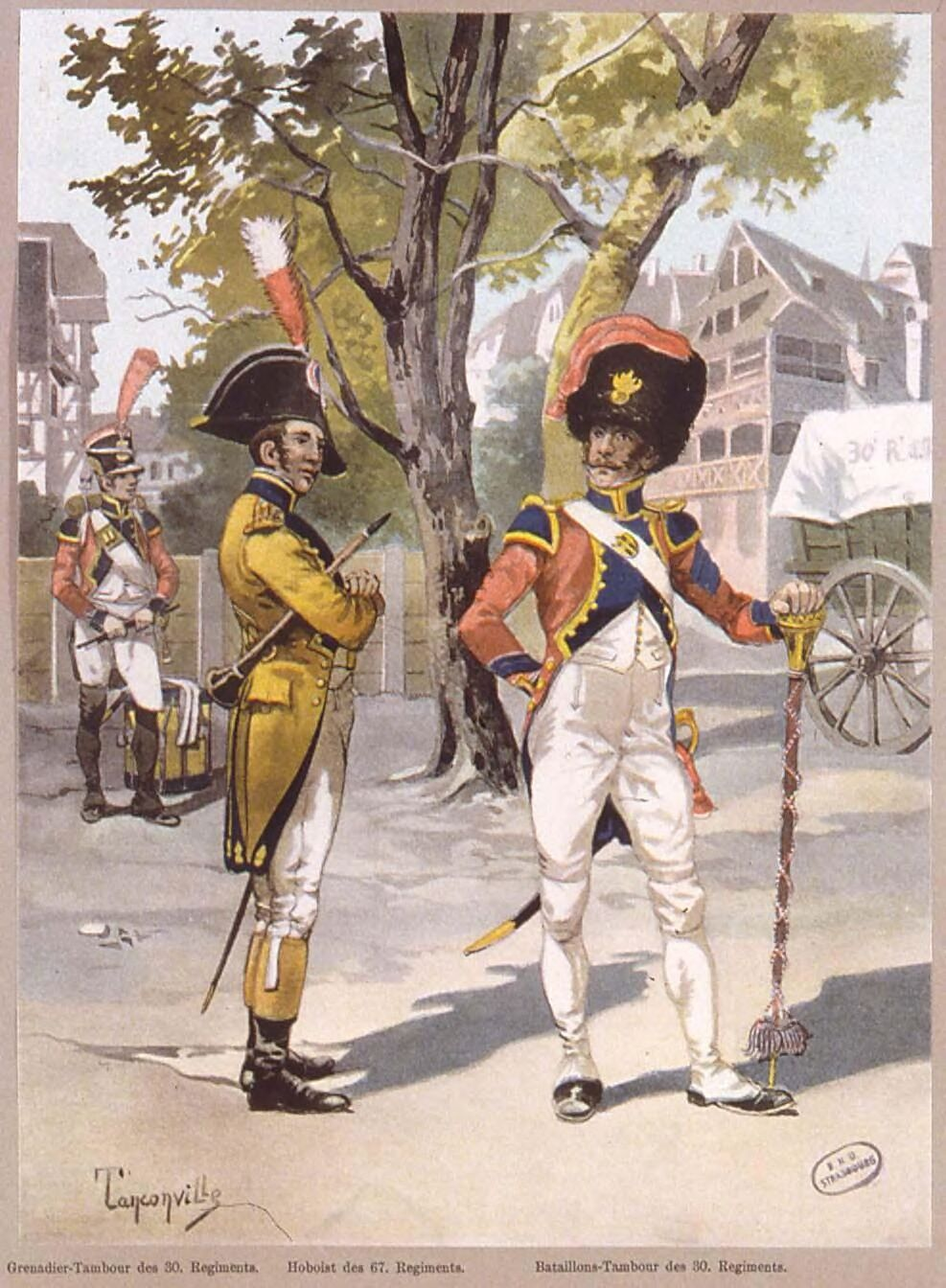
Hautboïste du d'infanterie de ligne en 1809-1810, encadré par deux tambours du.

Par décret du 1er vendémiaire an XII (24 septembre 1803), le Premier Consul prescrit une nouvelle réorganisation de l'armée française. Il est essentiel de faire remarquer, pour faire comprendre comment, souvent le même régiment avait en même temps des bataillons en Allemagne, en Espagne et en Portugal, ou dans d'autres pays de l'Europe, que, depuis 1808, quelques régiments comptaient jusqu'à 6 bataillons disséminés, par un ou par deux, dans des garnisons lointaines et dans les diverses armées mises sur pied depuis cette date jusqu'en 1815.

Ainsi, le 67e régiment d'infanterie de ligne est formé à 3 bataillons avec la 1er, 2e et 3e bataillons de la 67e demi-brigade de deuxième formation.

#### Guerres de l'Empire
- 1807 : bataille de Stralsund
- 1808 : bataille de Girone
- 1809 : bataille d'Essling et de Wagram
Sous Napoléon Ier, ses bataillons sont répartis entre le service mer, Wagram et la campagne de Russie.
- 1811 : bataille de Liers
- 1813 : bataille de Villafranca
- 1813 : campagne d'Allemagne

Lützen
Bautzen
16-19 octobre : Bataille de Leipzig
- 1814 : Campagne de France (1814)

batailles de Mâcon
Lyon
- 1815 : bataille d'Arly

Colonels tués ou blessés en commandant le régiment pendant cette période
- chef de brigade Bontemps blessé le 21 mars 1799
- colonel Petit blessé le 6 juillet 1809

Officiers blessés ou tués en servant au 67eR.I. entre 1804 et 1815 :
- Officiers tués: 22
- Officiers morts de leurs blessures: 10
- Officiers blessés: 124

Après la seconde abdication de l'Empereur, Louis XVIII réorganise de l'armée de manière à rompre avec l'héritage politico-militaire du Premier Empire.
A cet effet une ordonnance du 16 juillet 1815 licencie l'ensemble des unités militaires françaises.
Le régiment n'est pas recréé, le numéro devient vacant.

### 67erégimentd'infanterie de ligne (1831-1882)

#### De 1831 à 1852
Le 67e régiment d'infanterie de ligne est formé à Alger par ordonnance du 4 mai 1831, des volontaires parisiens du régiment de la Charte.
Rattaché à l'armée d'Afrique, le 67e de ligne  participe aux campagnes de 1831 à 1835 de la conquête de l'Algérie par la France. En 1831, le régiment s'illustre durant l'expédition de Médéa, le combat sur le plateau d'Ouara, le 1er juillet 1831, le combat de Bouffarick, le 2 octobre 1832, l'affaire du défilé de Bouffarick, les 3 et 4 mai 1833, les combats sous les murs de Bougie, les 5 et 8 décembre 1834 et l'expédition contre les Hadjoutes en janvier 1835.
En mars 1846 il intervient lors de la grève des mineurs à Saint-Étienne.
En 1848 et 1849, il est affecté à l'armée des Alpes.

#### Second Empire
1859 : un bataillon est en garnison à Reims
- Par décret du 2 mai 1859 le 67e régiment d'infanterie fourni 1 compagnie pour former le 102e régiment d'infanterie de ligne.

- Il a aussi participé ensuite à la conquête de l'Algérie
- Guerre franco-prussienne de 1870
  - Bataille de Sarrebruck
  - Bataille de Forbach-Spicheren
- Le 16 août 1870, le 4e bataillon, formé pour la plupart de nouveaux arrivants, quitte le dépôt pour créer le 14e régiment de marche qui formera la 1re brigade de la 3e division du 13e corps d'armée[3]
- Le 17 novembre 1870 eut lieu le combat de Torçay ou fut engagé une compagnie de marche du 67e de ligne qui composait le 36e régiment de marche.
- Le 6 janvier 1871, la compagnie de marche du 67e de ligne qui composait le 36e régiment de marche est engagé dans l'affaire du Gué-du-Loir.

#### De 1871 à 1914
Le 1er septembre 1871, le 67e régiment d'infanterie de ligne fusionne avec le 67e régiment d'infanterie de marche, formé en décembre 1870.
En 1873, le "six-sept" prend pour la première fois garnison à Soissons.

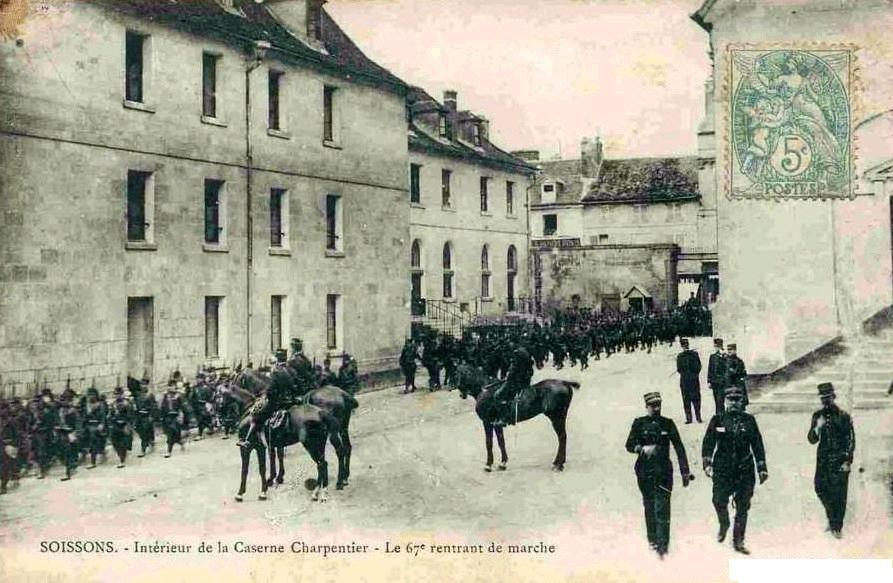
Intérieur de la caserne Charpentier, le 67e rentrant de marche Soissons.

Lors de la réorganisation des corps d'infanterie de 1887, le 1er bataillon forme le 146e régiment d'infanterie.

### 67erégiment d'infanterie

#### Première Guerre mondiale

##### 1914
En 1914 le 67e régiment d’infanterie part de Soissons dans le cadre de la 23e brigade d’infanterie de la 12e division d'infanterie.
- En 1914 - 1918, il est en Champagne, à Verdun, sur l'Aisne et l'Escaut, gagnant la fourragère aux couleurs de la Médaille militaire. Mobilisé dans la 6e région militaire.
- 1er – 21 août : transport par VF à Vigneulles-lès-Hattonchâtel ; organisation défensive de la région Heudicourt, Thillot-sous-les-Côtes. À partir du 14, mouvement vers la région de Fresnes-en-Woëvre, puis celle d'Étain (lettres de 3 frères poilus).
- 21 – 25 août : offensive, par Spincourt et Beuveille, vers la Chiers. Engagé dans la bataille des Ardennes. Décès du commandant Henri Spicq, chef de bataillon, 67e régiment d'infanterie, chevalier de la Légion d'honneur, officier d'académie, médaille du Tonkin, de l'Anam et du Cambodge, bataille à Beuveille
- 6 – 20 septembre : Engagé dans la première bataille de la Marne.
- Du 6 au 14, bataille de Revigny : combats vers Sommaisne et Rembercourt-aux-Pots.

Du 2 au 16 novembre 1914, la 130e brigade (65e DI) est à la disposition de la 12e DI.

##### 1915
Du 17 au 21 février 1915, violents combats aux Éparges. Sur ordre du général Dubail, l'attaque commence le 17 février. Quatre mines de 1 500 kg sautent ; l'attaque française est lancée par les sapes de l’Ouest que l'on a fait exploser. Après une importante préparation d'artillerie, les éléments de la 12e division d’infanterie s’engagent. En riposte, l'état-major allemand décide de reprendre les positions concédées. Entre le 18 et le 21 février, attaques et contre-attaques se succèdent sous un bombardement permanent et d'une violence inouïe.
Le 20 février au matin, un bataillon du 106e régiment d'infanterie (à droite), un bataillon du 67e (au centre), et un bataillon du 132e (à gauche), après une très rapide préparation d'artillerie, s'élançaient sur les tranchées allemandes et s'en emparaient. Au centre, le 67e dépassait même la fameuse crête et dévalait sur les pentes qui descendent vers Combres. Les Allemands qui, pendant la nuit, avaient massé dans cette région des forces importantes, se lancèrent aussitôt à la contre-attaque et rejetèrent nos troupes sur leurs positions de départ. Le 67e, descendant vers Combres, est pris entre des barrages et, décimé, se replie ; seul le bataillon du 132e put se maintenir, pendant quelques heures, dans un petit bois qu'il avait réussi à conquérir.
Au cours de ces rudes journées du 17 au 21 février, nos troupes n'avaient pu s'emparer de leurs objectifs. Les Bavarois ont perdu 2 000 hommes tués, blessés ou prisonniers, mais von Strantz a décidé de tenir coûte que coûte; il fait creuser des abris-cavernes ainsi que des galeries boisées, à 8 mètres sous terre,.
Extrait de l'ordre général no 137 de la 1re armée no 5 106 du 7 mars 1915.
17 au 21 février — cite à l’ordre de l’armée, unités ou fractions d'unités : Les mérites du 106e Régiment d'Infanterie, du 1er bataillon du 67e R.I, de la compagnie 14/15 du 4e régiment du génie et de la 4e pièce de la 9e batterie du 25e régiment d'artillerie de campagne sont consacrés par les textes qui suivent : 1er bataillon du 67e régiment d'infanterie : Sous un feu d’une extrême violence, s’est élancé à l’assaut d’une crête transformée par l’ennemi en véritable forteresse et s’en est rendu maître. 
5 avril – 4 août – Engagé sur place dans la 1re bataille de la Woëvre :

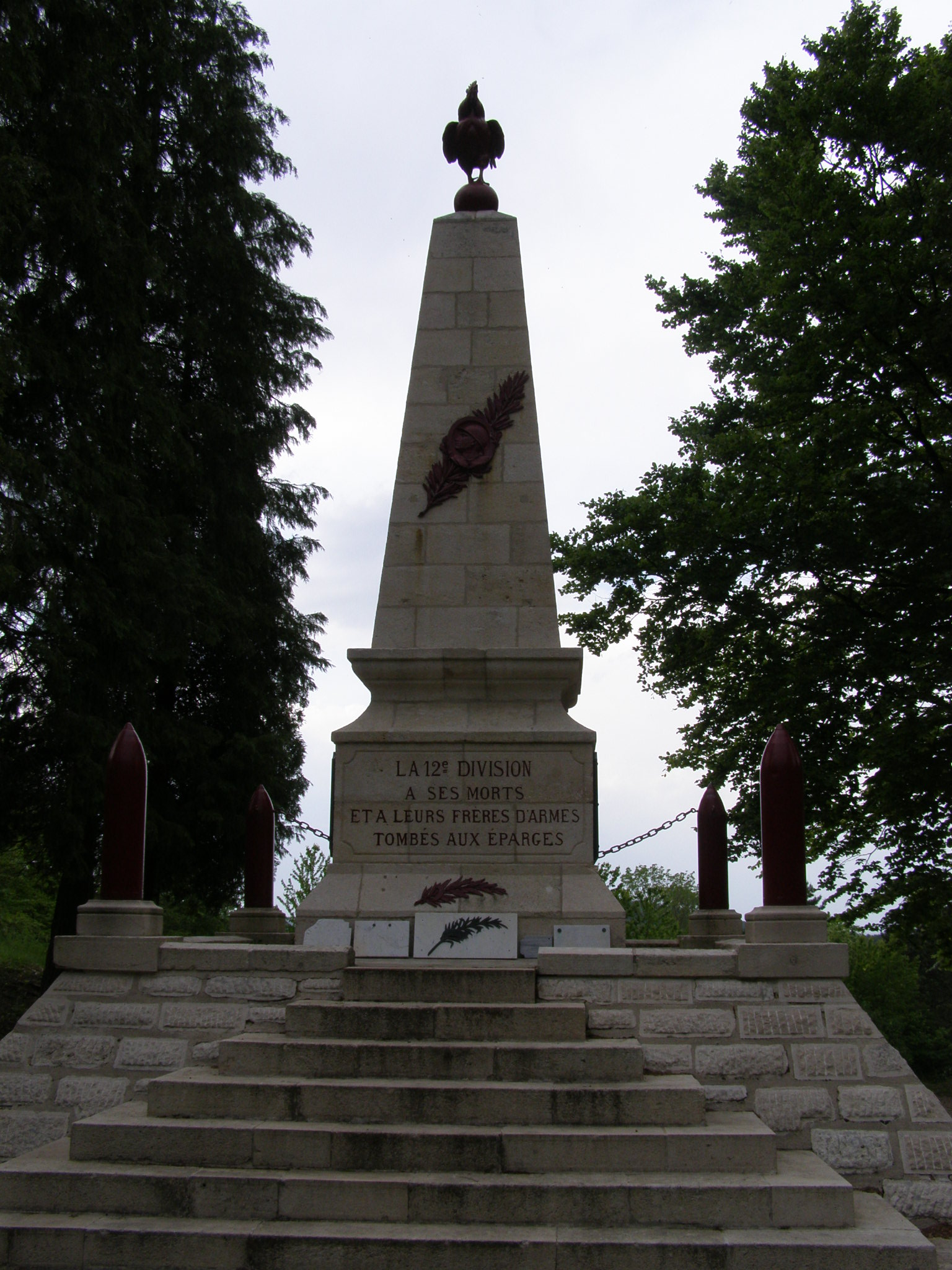
Au Point C, crête des Eparges

En date du 4 avril 1915 : la 12e D.I est aux ordres du Gal Paulinier
Objectif primaire : s’emparer de l’éperon Est afin d’avoir des vues directes sur les secondes lignes allemandes.
Objectif secondaire : s’emparer du bastion Ouest et de la courtine reliant les deux bastions
En date du 4 avril : 
Ordre à la 12e D.I : 
Objectif : Partant de la base B, Sape 11, N et O, atteindre le mamelon C et la crête D – X où ils s’installeront. Ces régiments auront en outre à assurer la garde des tranchées de première ligne.
Limite droite : boyau T et le point K zéro, 
Limite Gauche : Corne Sud-est du bois.
Limite de l’attaque : au-delà de la dernière tranchée jusqu’à la crête militaire, afin de battre les pentes sur Combres.
Unités concernées : 24e brigade (106e et 132e R.I ). Aux ordres du Gal Cdt la 12e D.I : les deux bataillons restants du 67e R.I (tranchée de Calonnes) et le 25e B.C.P (Rupt en Woëvre) 
Appui : La 24e brigade sera renforcée d’un bataillon du 67e R.I, en réserve à Montgirmont, du groupe d’artillerie de campagne du 46e R.A de la côte des Hures, et des Cies du Génie 6/4, 6/4 bis, 6/5 et 4/13.
Articulation: 
106e R.I à droite, formation triangle pointe en avant, de B et Sape 11, ayant pour objectif du Mamelon C au Point D, crête militaire incluse.
132e R.I à gauche, même formation, à partir de la ligne N, i et O’, ayant pour objectif les points E’, K et X (point X en deuxième objectif).
Pivot des 106 et 132e R.I : point D2.
En date du 6 avril : 
4 h 0 : les 11e et 12e Cies du 67e RI renforcées à gauche par la 7e Cie du 132e RI s’appuyant sur le 1er bataillon du 132 (Cdt Rayer), traversent les positions tenues et partent à l’assaut des Points X et I. Les 6e et 8e Cies (132e RI) attaquent sur I, E et D. L’attaque est clouée par des tirs de mitrailleuse allemandes venant des Points X et K.
Les deux compagnies du 67e RI qui attaquèrent le point X le 6 avril à 4 h 0 faisaient partie du 3e Bataillon (Bn Arth).
La compagnie de droite (Cie Thil = 12e Cie) marche vers les points S.F 
La compagnie de gauche (Cie Duval = ? Cie, certainement 11e) progresse vers la tranchée alpha.
4 h 30 : Les unités françaises étant maintenues sur leurs lignes, violente contre-attaque allemande sur le Mamelon C et le Point D2 (jonction des 106e et 132e R.I). Le rapport de force étant trop inégal, les Allemands, au combat au corps à corps, reprennent le Mamelon C.
15 h 0 : violents tirs de barrage de l’artillerie française sur les points C, D, E.
16 h 0 : contre-attaque française. Le 106e RI reprend le Mamelon C, le 132e RI (renforcé du 1er bataillon (Cdt Duffié) du 67e R.I reprend la ligne D, E, puis la ligne I, S. L’ennemi recule, le 132e R.I avance jusqu’à D2. Le bataillon Rayer et les 6e et 8e Cies du 132e atteignent le versant Sud. Le 1er bataillon du 67e (Bn Duffie) marche à 16 h 0 sur X.I. puis sur XK appuyé par les 2 Cies du Bn Arth.
En date du 7 avril : 
4 h 15 : Violente contre-attaque allemande. Les deux R.I ne peuvent plus bénéficier de l’appui de l’artillerie française (les lignes de front sont trop imbriquées).
7 h 0 : Les Unités françaises sont contraintes au repli.
9 h 10 : ordre est donné au 25e BCP de monter en ligne.
13 h 15 : tirs de barrage de l’artillerie allemande suivi, dans la foulée, d’une contre-attaque allemande face au 106e et 132e RI. Débordé, le 106e RI perd à nouveau le Mamelon C. Mais la contre-attaque est enrayée.
15 h 30 : les 106 et 132e R.I reçoivent l’ordre de repartir à l’assaut appuyés par le 25e BCP plus toutes les réserves des 106e, 132e et 67e RI.
16 h 30 : le L-cl Barjonnet, commandant le 106e RI est blessé au combat.
16 h 45 : l’heure de l’assaut est reportée.
17 h 15 : le Cdt Rayer est blessé au combat.
17 h 30 : l’assaut est définitivement reporté au lendemain.
19 h 0 : les Français, le 7 avril, ont été presque ramenés sur leurs bases du 5 avril.
23 h 0 : le 106e RI tente des contre-attaques, sans succès.

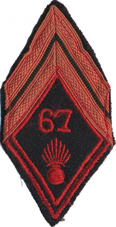
Insigne de bras gauche du grade de caporal du 67e R.I

Le 5 avril, par un temps exécrable, la 12e DI du général Paulinier, sans relève envisagée, poursuit la mission de reprise des Éparges, entamée depuis le 5 janvier. La 24e brigade du colonel Gramat se lance à l’assaut de la crête. Le 106e RI doit s’emparer du mamelon C à droite, et le 132e RI du point X à gauche. Trois bataillons ont été placés en réserve sur Rupt-en-Woëvre et la tranchée de Calonne. Malgré la boue, les Français s’emparent du point C mais n’empêchent pas les renforts ennemis d’arriver au point X. En soirée, les Français tiennent la crête, mais le 6 avril au matin, les Allemands les submergent et reprennent le point C. Avec l’aide de l’artillerie, les Français sont de retour sur le point C en fin de journée avec d’importantes pertes de part et d’autre. Le mauvais temps ayant empêché les réglages d’artillerie, la plaine de la Woëvre transformée en marécage, force est de constater qu’au soir du 6 avril, « la manœuvre en tenaille » a échoué. Les Éparges restent donc le seul point d’ancrage de l’effort destiné à briser le front ennemi.
- - Le 9 avril, enlèvement de la crête des Éparges.

La tâche, si ardue, se termine dans la période du 5 au 12 avril 1915, par l’encerclement du point X., clef de la position de cette crête des Éparges d’où chacun veut dominer et arrêter son adversaire. L’honneur de l’enlèvement de cette position revient à 4 compagnies du 132e et à 2 compagnies du 67e. C’est le 10 avril qu’une fraction de la 7e compagnie (compagnie de gauche) du 132e a atteint, au prix d’efforts inouïs, le but de sa mission et s’est jetée sur les derrières de la défense ennemie du point X., prenant pied dans les boyaux de communication menant à Saulx à leur intersection avec le boyau de Combres. Ces braves étaient au nombre de 40.
- - 20 septembre – 2 octobre – Mouvement vers le camp de Noblette. Engagé, du 25 au 30 septembre, vers Souain, dans la 2e bataille de Champagne (3).

Du 25 avril au 10 mai 1915, la 6e brigade (3e D.I.) est à la disposition de la 12e D.I.

Du 25 avril au 26 mai, la 48e brigade (24e D.I.) est à la disposition de la 12e D.I.

Le 27 septembre 1915, la 2e brigade coloniale (15e D.I.C.) est à la disposition de la 12e D.I. )

##### 1916
1er - 15 juin – Retrait du front ; repos au nord de Châlons-sur-Marne.
À partir du 10, transport par V.F. dans la région de Laheycourt.
Repos vers Vaubécourt.
- - 15 – 28 juin – Transport par camions à Beauzée-sur-Aire. Engagé dans la bataille de Verdun, vers le bois Fumin, les abords du fort de Vaux et le sud de Damloup :

Engagé, à partir du 20 septembre, vers la ferme de Bois-l'Abbé, dans la bataille de la Somme : Attaques françaises des 25 septembre, 7 et 13 octobre.

##### 1917
À partir du 16 avril, il est engagé dans la 2e Bataille de l'Aisne : progression, en 2e ligne, à l'ouest de Craonne.

##### 1918
25 mars – 5 avril – transport par VF dans la région de Montdidier.
Engagé, vers Braches, à partir du 26, dans la bataille de l'Avre (2e bataille de Picardie).
À la fin d'août, Engagé dans la poussée vers la ligne Hindenburg :
À partir du 23 octobre, Engagé dans la bataille de la Lys et de l'Escaut (2e bataille de BELGIQUE) : Combats et progression jusque dans la région d'Eyne.

#### Entre-deux-guerres
Dans l'entre-deux-guerres, le régiment reste en garnison à Soissons, avec un bataillon (3e) à Compiègne (au camp de Royallieu). Ce dernier participe à l'pccupation de la Ruhr de 1923 à 1925.

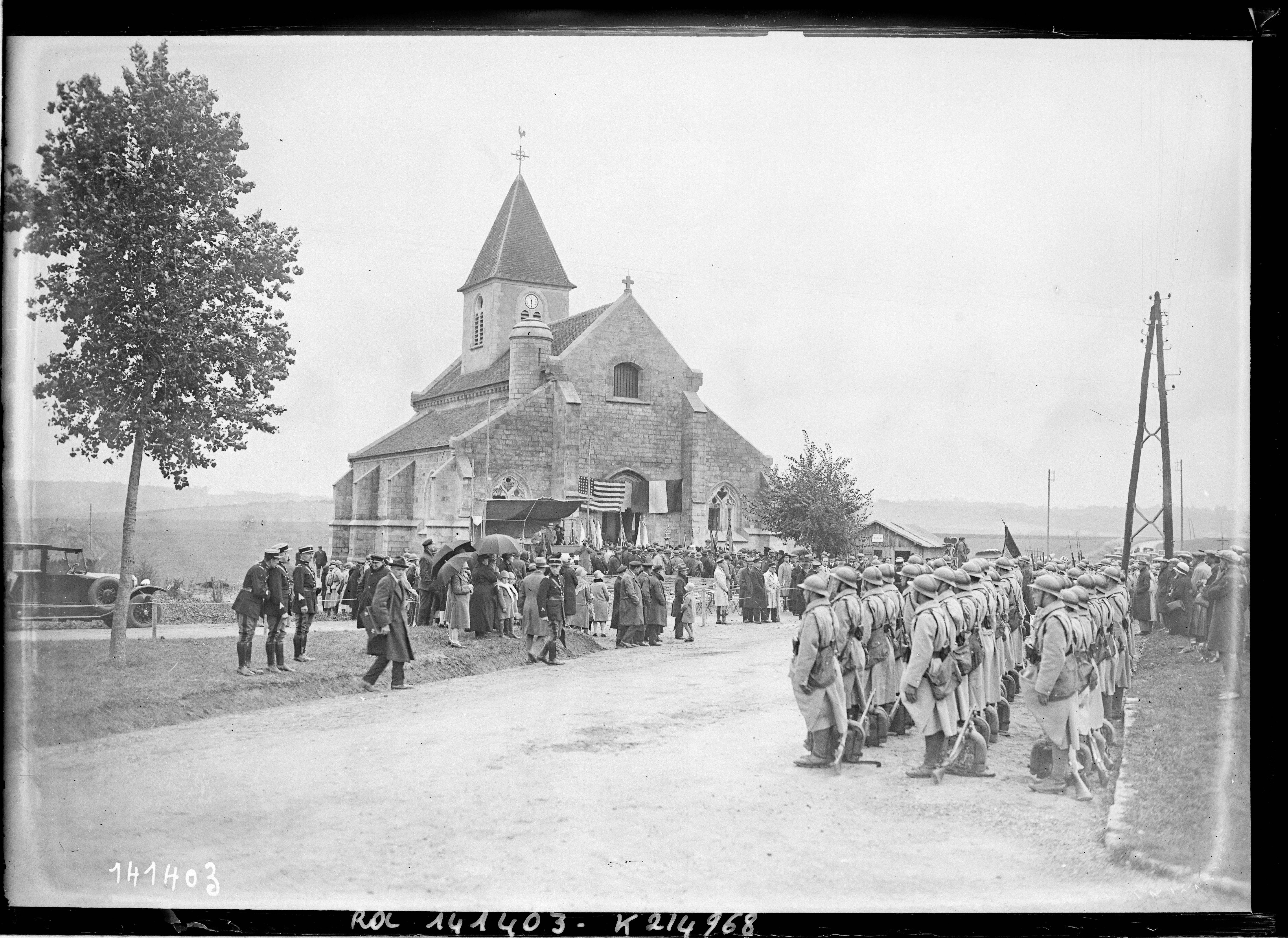
Délégation du 67e RI (à droite), avec le drapeau du régiment au fond, lors de l'inauguration de la nouvelle église Saint-Étienne de Belleau (Aisne).
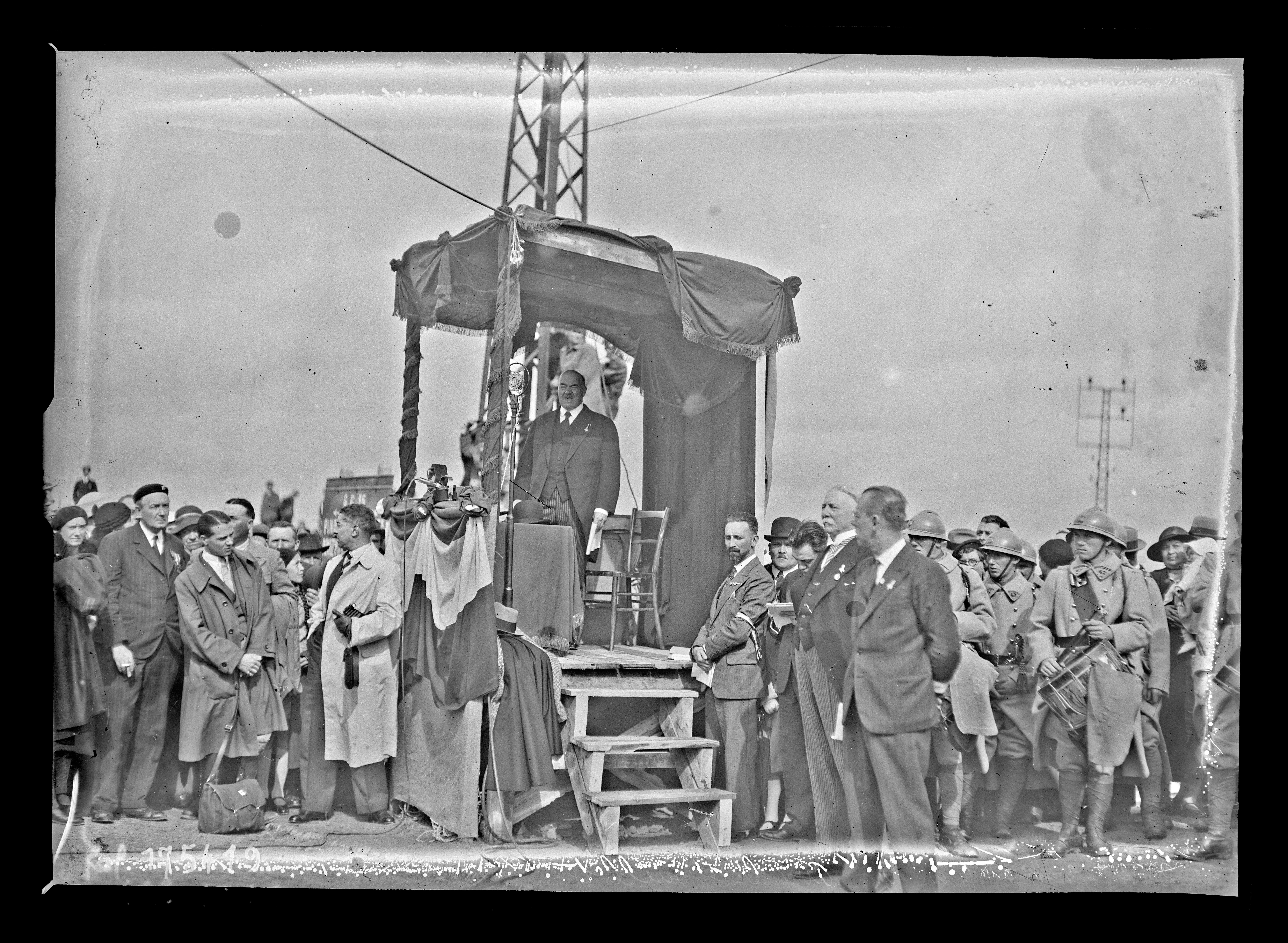
La musique du 67e RI (à droite) lors de l'inauguration d'un monument à Laffaux le 24 septembre 1933.

#### Seconde Guerre mondiale

##### Drôle de guerre
Le 67e régiment d'infanterie est l'un des trois régiments d'infanterie de la 3e division d'infanterie motorisée, cette division est placée en réserve de la 2e armée qui doit en premier lieu protéger la ligne Maginot d'une manœuvre de contournement.

##### Bataille de France
Le 67e se bat avec les soldats des 51e et 91e RI en mai 1940 notamment sur Stonne (le « Verdun de 1940 ») et le Mont-Dieu. Les dernières unités combattantes sont capturées le 15 juin 1940, après de violents combats et une retraite difficile.

Son chef de corps, le lieutenant-colonel Dupret, est lui aussi capturé.
Le régiment est dissous lors de l'armistice et ses éléments d'active sont versés au 150e R.I.

#### De1945à nos jours
- Fin 1944 le 67e RI est reformé à 3 bataillons avec des cadres en majorité FFI et des hommes provenant du maquis. De février à mai 1945, il participe à la réduction de la poche de Dunkerque et de celle de Saint-Nazaire. Le 1er décembre 1945, le régiment est dissous
- En avril 1947, un bataillon du 43e RI s'installe au quartier Gouraud à Soissons et prend le nom de 67e BI. 4 ans plus tard il devient le 67e bataillon d'infanterie portée, au sein du GB 9 de la 6e DB et part le 5 décembre 1955 pour sa troisième campagne d'Afrique. Il s'installe dans le Sud Constantinois.
- De 1955 à 1960 - Algérie - La Meskiana - Constantinois
- De 1960 à 1962 - Algérie - Presqu'île de Collo
- De 1962 à 1963 - Algérie - Camp de Nouvion Oued Melha  anciennement occupé par la Légion étrangère dissous  en 64 une partie des effectifs iront au 30 BCP à Arzew  .
- En mars 1964, une autre partie des effectifs  du 67 RI prennent garnison à Lille sous le nom de 43e RI
- Le 67 est recréé à Soissons le 1er juin 1968 sous les ordres du colonel de Montferrand, comme régiment motorisé de la 4e brigade motorisée de la 8e division
- En 1977, il fut le 1er régiment à disposer du VAB (véhicule de l'avant blindé) et à défiler sur les Champs-Élysées lors de la fête nationale
- Dans les années 1980, le 67e RI de Soissons appartenait à la 8e division d'infanterie. (QG à Amiens) du 3e corps d’armée (QG à Saint-Germain-en-Laye)
- Le 67e régiment d'infanterie à Soissons est dissous en 1993
- Le 67e régiment d'infanterie est recréé en 1994 à Saint-Omer sous la forme de régiment inter-arme divisionnaire composé uniquement de réservistes. Il est placé sous les ordres du colonel de réserve Marc Bréhon.
- Le 67e régiment d'infanterie de Saint-Omer est dissous en 1998.

## Drapeau
Il porte, cousues en lettres d'or dans ses plis, les inscriptions suivantes :
- Hondschoote 1793
- Neuwied 1797
- Wagram 1809
- Lützen 1813
- Verdun 1916
- L'Aisne 1917
- Villemontoire 1918
- L'Escaut 1918
- Stonne 1940

## Décorations
Sa cravate est décorée de la Croix de guerre 1914-1918 avec quatre citations à l'ordre de l'armée.

Il a le droit au port de la fourragère aux couleurs du ruban de la médaille militaire décernée le 10 décembre 1918.

## Personnalités
- Général André Bach en tant que chef de corps
- Colonel Jean Bouffet en 1930
- Maurice Dubled (1893-1978), lieutenant en 1915, officier de gendarmerie, résistant et poète sous le pseudonyme Maurice Deblay, ayant participé aux deux guerres mondiales.
- Général Jean Duppelin en tant que major
- Constant Huret (1870-1951), cycliste.
- Léo Latil, poète, sergent, tué le 27 septembre 1915 en entraînant sa demi-section à l'assaut[11].
- John Léo, dit Reutlinger, photographe français, soldat de 2e classe, mort pour la France le 22 août 1914 (jour le plus meurtrier pour l'armée française[12]).
- Ernest Pruvost (1896-1965), résistant français, Compagnon de la Libération.

## Devise
Bec et ongle

## Sources et bibliographie
- Serge Andolenko, Recueil d'historiques de l'infanterie française, Paris, Eurimprim, 1969, 413 p. (OCLC 23418405)
- Antoine Jean Pierre Napoléon de Rocca-Serra : Historique du 67e Régiment d'infanterie